# Lưu Cán
Lưu Cán (tiếng Trung: 劉幹; bính âm: Liu Gan; ? - ?), không rõ tên tự, là quan viên nhà Quý Hán thời Tam Quốc trong lịch sử Trung Quốc.

## Cuộc đời
Lưu Cán quê ở quận Nam Dương, sau tách thành quận Nam Hương, Kinh Châu.
Năm 214, Lưu Bị bình định Tây Xuyên, thiết lập Diêm phủ hiệu úy, lấy Vương Liên làm Tư diêm hiệu úy quản lý. Vương Liên khi đó chọn lựa trong các đồng hương, đề bạt Đỗ Kỳ, Lã Nghệ, Lưu Cán làm Điển tào hiệu úy.
Về sau, Lã Nghệ quan tới Thượng thư; Đỗ Kỳ quan đến Đại tướng quân Tư mã, chỉ có Lưu Cán vẫn trải qua các chức vụ ở châu quận. Dù vậy, Nghệ, Kỳ, Cán lẫn nhau thân thiện, quan ái, danh tiếng lan xa, được người đường thời khen ngợi.
Lưu Cán cuối đời quan tới chức thái thú Ba Tây. Người đời đánh giá Cán, Kỳ ở việc tiết kiệm mộc mạc, tuân thủ lễ pháp đều kém hơn Lã Nghệ.

## Trong văn hóa
Lưu Cán không xuất hiện trong tiểu thuyết Tam quốc diễn nghĩa của La Quán Trung.